# Мелдола
Мелдола (итал. Meldola) је насеље у Италији у округу Форли-Чезена, региону Емилија-Ромања.
Према процени из 2011. у насељу је живело 7011 становника. Насеље се налази на надморској висини од 53 м.

## Становништво
| 1951.  | 1961. | 1971. | 1981. | 1991. | 2001. | 2011.  |
| ------ | ----- | ----- | ----- | ----- | ----- | ------ |
| 11.261 | 9.858 | 8.892 | 9.122 | 9.057 | 9.377 | 10.000 |